# Pick It Up (Fergie)
Pick It Up è il secondo singolo pubblicato come download digitale estratto dalla ripubblicazione giapponese di The Dutchess, di Fergie.
La canzone, in collaborazione con Will.i.am, è stata pubblicata verso dicembre 2007, poco dopo Clumsy (Copllipark Remix) solamente sull'iTunes Store giapponese.

## Copertine
Già da novembre 2007 hanno iniziato a circolare su internet le copertine del singolo. La prima era una fotografia di Fergie con indosso una larga maglietta nera con un disegno blu di due persone, sotto uno sfondo blu. La seconda invece era una foto di Fergie su una sdraio, vestita semplicemente con una veste, sotto uno sfondo marroncino.